# Nativi dell'Alaska
I nativi dell'Alaska sono originari dell'Asia e comprendono i creoli russi, gli inupiat, gli yupik, gli aleuti, gli eyak, i tlingit, gli haida, gli tsimshian e un certo numero di culture degli athabaska dell'Alaska. Sono il più delle volte definiti dai loro gruppi linguistici. Molti nativi dell'Alaska sono iscritti a particolari entità riconosciute a livello federale, a loro volta appartenenti a tredici corporazioni che avanzano rivendicazioni fondiarie e finanziarie.
Gli antropologi sostengono che le prime popolazioni di indigeni asiatiche stanziatesi sul territorio sia avvenuto tramite il ponte sullo stretto di Bering o via mare. In tutto l'Artico e il nord circumpolare, gli antenati dei nativi dell'Alaska definirono diverse culture indigene complesse che si succedettero nel tempo. Svilupparono anche tecniche sofisticate per affrontare il clima e l'ambiente difficili.
I gruppi storici sono stati definiti dalle loro lingue, che appartengono a diverse famiglie linguistiche principali. Oggi i nativi dell'Alaska costituiscono più del 20% della popolazione dell'Alaska.